# National Treasure (franquia)
A franquia National Treasure consiste em aventuras de ação de ficção histórica americana, incluindo dois filmes teatrais lançados e uma série de livros prequela, enquanto parcelas futuras estão em desenvolvimento. A trama gira em torno da família Gates - caçadores de tesouros que procuram e preservam objetos de valor perdidos da história dos Estados Unidos da América.
O primeiro filme foi um sucesso financeiro nas bilheterias. Embora tenha recebido críticas mistas dos críticos, que compararam o filme desfavoravelmente a Indiana Jones e O Código Da Vinci, a resposta do público foi positiva, e desde então o filme se tornou um clássico cult. O segundo filme também foi recebido com recepção crítica mista como seu antecessor e teve críticas direcionadas ao uso de dispositivos de enredo semelhantes, credibilidade, e ritmo. O filme foi recebido com uma resposta positiva do público e obteve uma receita significativa nas bilheterias para a The Walt Disney Company.
Um terceiro filme teatral e uma série de televisão para o Disney+ estão atualmente em desenvolvimento.

## Filmes
| Filme                                | Data de lançamento     | Diretor        | Roteirista(s)                                   | História por                                                                      | Produtor(es)                       | Status             |
| ------------------------------------ | ---------------------- | -------------- | ----------------------------------------------- | --------------------------------------------------------------------------------- | ---------------------------------- | ------------------ |
| National Treasure                    | 19 de novembro de 2004 | Jon Turteltaub | Jim Kouf, Cormac Wibberley & Marianne Wibberley | Jim Kouf, Oren Aviv & Charles Segars                                              | Jon Turteltaub & Jerry Bruckheimer | Lançado            |
| National Treasure 2: Book of Secrets | 21 de dezembro de 2007 | Jon Turteltaub | Cormac Wibberley & Marianne Wibberley           | Ted Elliott, Terry Rossio, Gregory Poirier, Cormac Wibberley & Marianne Wibberley | Jon Turteltaub & Jerry Bruckheimer | Lançado            |
| Filme sem título                     | ASA                    | ASA            | Chris Bremner                                   | Chris Bremner                                                                     | Jerry Bruckheimer                  | Em desenvolvimento |

### National Treasure(2004)
Benjamin "Ben" Franklin Gates é membro de uma família de caçadores de tesouros. Em tenra idade, seu avô lhe conta a lenda dos tesouros escondidos dos Pais Fundadores dos EUA. Seu avô lhe ensina que os homens e mulheres da história americana enterraram o tesouro em algum lugar do país e esconderam pistas altamente enigmáticas em várias terras dentro das fronteiras da nação.
Anos mais tarde, após um beco sem saída no momento de descoberta da família e gerações de tentativas fracassadas de progredir na pesquisa, a família Gates adquiriu publicamente uma reputação de teóricos da conspiração que professam o mito. Ben, no entanto, acredita que encontrou uma nova pista para resolver o mistério do tesouro, o que lhe permitirá provar que o legado de sua família não é uma piada. Uma das pistas o leva a acreditar que um mapa está no verso da Declaração de Independência. Em uma corrida para encontrar a descoberta histórica e preservá-la em um museu nacional, Ben deve superar os planos vilões de seu ex-associado que se tornou inimigo chamado Ian Howe. Enquanto isso, o FBI suspeita de suas ações. Ao saber que Ian pretende pegar o documento e encontrar o tesouro para ganho pessoal, Ben decide roubar o arquivo para preservá-lo, assim como o tesouro nacional.
Neste confronto para salvar a história, Ben é acompanhado por seu amigo Riley Poole e pela Dra. Abigail Chase.

### National Treasure: Book of Secrets(2007)
Vários anos desde que Benjamin "Ben" Franklin Gates encontrou o tesouro nacional dos Cavaleiros Templários e ganhou fama e riqueza com uma taxa mínima de 1%, a família Gates se vê mais uma vez defendendo seu nome de família.
O necrófago concorrente Mitch Wilkinson afirma que ele aprendeu com um fragmento de uma página perdida do diário de John Wilkes Booth, que o ancestral da família Gates foi um conspirador para o assassinato do presidente Abraham Lincoln em 1865. Juntos, a família Gates luta com Wilkinson, que também afirma que pistas sobre o paradeiro da Cidade Perdida de Ouro foram encontradas no diário. Indignado com suas reivindicações familiares, Ben, sua ex-namorada Abigail e seu melhor amigo Riley (que se tornou um escritor famoso), viajam pelo mundo para a França, Inglaterra e Washington, D.C., onde seus planos aumentam. Ao longo do caminho, a equipe coleta pistas para resgatar o nome da família e provar sua honra.
Em D.C., Ben deve sequestrar o Presidente para mantê-lo a salvo de Wilkinson, e procurar dentro do lendário Livro Secreto do Presidente para resolver o mistério.

### Futuro
Em maio de 2008, o diretor e produtor Jon Turteltaub afirmou que os cineastas envolvidos com a série levarão seu tempo para desenvolver outra sequência de National Treasure. Em setembro de 2008, o produtor Jerry Bruckheimer confirmou oficialmente que um terceiro filme está em desenvolvimento, com um roteiro sendo escrito em novembro. Em maio de 2010, Bruckheimer afirmou que o primeiro rascunho do roteiro foi concluído. Em maio de 2016, Nicolas Cage confirmou que o filme ainda estava passando por reescritas e verificando sua precisão histórica durante o processo de desenvolvimento. Em setembro de 2017, Bruckheimer revelou que um roteiro foi concluído, mas a Disney não estava satisfeita com a história. Em julho de 2018, Turtletaub reiterou que um roteiro estava "próximo", mas que a Disney ainda não estava de acordo com a história.
Em janeiro de 2020, após anos de inferno do desenvolvimento, um terceiro filme estava oficialmente em desenvolvimento com Chris Bremner contratado para escrever um novo roteiro. Em maio, Bruckheimer afirmou que a intenção é que todo o elenco original dos filmes anteriores reprise seus respectivos papéis. Em março de 2022, Nicolas Cage afirmou que ainda não havia visto o roteiro, lançando dúvidas sobre a realização de um terceiro filme. Em abril do mesmo ano, o ator indicou que o filme havia sido adiado com a The Walt Disney Company favorecendo a série de televisão. Em agosto de 2022, Bruckheimer afirmou que o roteiro havia sido concluído e estava sendo enviado para Cage para aprovação.

## Televisão
| Série                              | Temporada | Episódios | Lançamento             | Final | Showrunner(s)                         | Emissora(s) |
| ---------------------------------- | --------- | --------- | ---------------------- | ----- | ------------------------------------- | ----------- |
| National Treasure: Edge of History | 1         | 10        | 14 de dezembro de 2022 | TBA   | Cormac Wibberley & Marianne Wibberley | Disney+     |

### National Treasure: Edge of History(2022)
Em maio de 2020, Jerry Bruckheimer anunciou que uma série de televisão exclusiva do serviço de streaming Disney+ está em desenvolvimento. O programa contará com um elenco mais jovem, com o episódio piloto roteirizado e os episódios adicionais atualmente esboçados.
Em março de 2021, a série recebeu sinal verde com um pedido de 10 episódios da The Walt Disney Company. Co-escrito por Marianne e Cormac Wibberley, o episódio piloto será dirigido por Mira Nair. A série segue uma personagem principal latino-americana hispânica chamada Jess Morales, que é uma sonhadora[carece de fontes?] de 20 anos que parte em uma exploração para descobrir o mistério de sua história familiar e, com a ajuda de seus amigos, procura para recuperar o tesouro histórico perdido. Os co-roteiristas também atuam como criadores e produtores executivos da série, enquanto Jerry Bruckheimer também atuará como produtor. O projeto será uma produção conjunta entre Jerry Bruckheimer Television e ABC Signature. A série será lançada via streaming, como exclusiva do Disney+. Em outubro de 2021, Lisette Alexis foi escalada para interpretar Morales no programa. Em janeiro de 2022, Lyndon Smith, Zuri Reed, Jake Austin Walker, Antonio Cipriano e Jordan Rodrigues foram anunciados como Agente do FBI Ross, Tasha, Liam, Oren e Ethan, respectivamente. Em fevereiro de 2022, foi anunciado que Catherine Zeta-Jones foi escalada como Billie Pearce. Em abril de 2022, foi anunciado que Justin Bartha reprisaria seu papel de Riley Poole como ator convidado.
Em setembro de 2022, os showrunners/criadores afirmaram que têm planos provisórios para reintroduzir personagens adicionais dos filmes na série, incluindo Ben Gates, de Nicholas Cage. A dupla comparou o encontro entre Morales e Gates a Tony Stark/Homem de Ferro e Peter Parker/Homem-Aranha no Universo Cinematográfico Marvel.

## Elenco principal e personagens
| Personagem                    | Cinema                   | Cinema                             | Televisão                          |
| Personagem                    | National Treasure        | National Treasure: Book of Secrets | National Treasure: Edge of History |
| Elenco principal              | Elenco principal         | Elenco principal                   | Elenco principal                   |
| ----------------------------- | ------------------------ | ---------------------------------- | ---------------------------------- |
| Benjamin "Ben" Franklin Gates | Nicolas CageHunter Gomez | Nicolas Cage                       |                                    |
| Riley Poole                   | Justin Bartha            | Justin Bartha                      | Justin Bartha                      |
| Dr. Abigail Chase             | Diane Kruger             | Diane Kruger                       |                                    |
| Patrick Henry Gates           | Jon Voight               | Jon Voight                         |                                    |
| Agent Peter Sadusky           | Harvey Keitel            | Harvey Keitel                      | Harvey Keitel                      |
| Ian Howe                      | Sean Bean                |                                    |                                    |
| Dr. Emily Appleton-Gates      |                          | Helen Mirren                       |                                    |
| Mitch Wilkinson               |                          | Ed Harris                          |                                    |
| Jess Morales                  |                          |                                    | Lisette Alexis                     |
| Tasha                         |                          |                                    | Zuri Reed                          |
| Oren                          |                          |                                    | Antonio Cipriano                   |
| Billie Pearce                 |                          |                                    | Catherine Zeta-Jones               |
| Ethan                         |                          |                                    | Jordan Rodrigues                   |
| Liam                          |                          |                                    | Jake Austin Walker                 |
| Agent Ross                    |                          |                                    | Lyndon Smith                       |
| Elenco coadjuvante            |                          |                                    |                                    |
| John Adams Gates              | Christopher Plummer      |                                    |                                    |
| Thomas Gates                  | Jason Earles             | Joel Gretsch                       |                                    |
| Charles Carroll Gates         |                          | Billy Unger                        |                                    |
| John Wilkes Booth             |                          | Christian Camargo                  |                                    |
| Presidente dos Estados Unidos |                          | Bruce Greenwood                    |                                    |